# Joseph Lewis Culkar
Joseph Lewis Culkar, slovenski društveni delavec v ZDA, * 13. april 1908, Conemaugh, Pensilvanija, † 29. januar 1987, Chicago.
Od mladosti je sodeloval pri raznih slovenskih delavskih društvih in kulturnih skupinah. Od 1941 je bil član Glavnega odbora Slovenske narodne podporne jednote (SNPJ), od 1948-1974 njen predsednik, nato član finančnega odbora. V času, ko je bil predsednik SNPJ, se je ta največja slovenska organizacija v Ameriki preoblikovala iz delavske podporne organizacije v sodobno zavarovalno družbo. Bil je tudi eden glavnih pobudnikov za povezovanje SNPJ in njenih članov s Slovenijo in Jugoslavijo.